# Кулпіу
Кулпіу (рум. Culpiu) — село у повіті Муреш в Румунії. Входить до складу комуни Чеуашу-де-Кимпіє.
Село розташоване на відстані 277 км на північний захід від Бухареста, 14 км на північний захід від Тиргу-Муреша, 65 км на схід від Клуж-Напоки, 142 км на північний захід від Брашова.

## Населення
За даними перепису населення 2002 року у селі проживали 402 особи.
Національний склад населення села:
| Національність | Кількість осіб | Відсоток |
| -------------- | -------------- | -------- |
| угорці         | 275            | 68,4%    |
| румуни         | 127            | 31,6%    |

Рідною мовою назвали:
| Мова      | Кількість осіб | Відсоток |
| --------- | -------------- | -------- |
| угорська  | 275            | 68,4%    |
| румунська | 127            | 31,6%    |